# 비래동
비래동(飛來洞)은 대한민국 대전광역시 대덕구의 행정동, 법정동이다. 비래동은 지리적으로 대덕구 동남쪽에 위치하고 있으며, 동쪽으로는 동구 비룡동과 추동, 남쪽은 동구 가양동, 서쪽은 송촌동, 북쪽은 동구 효평동에 인접해 있다.

## 지명
비래동은 마을 북동쪽 골짜기에 ‘비래암’이라는 암자가 일찍부터 있었으므로, 비래암의 아래에 자리한 마을이라 하여 마을 이름도 비래리라 하였다. 일설에는 꿩이 매에게 쫓겨 이 곳에 날아왔다 하여 붙여진 이름이라고 하기도 한다. 그리고 비래리에 대한 표기를 현재는 비래리(比來里)라 쓰고 있는데 비래(飛來)가 비래(比來)로 바뀌게 된 시기는 일제시대 1914년 행정구역 개편 시로 볼 수 있는데, 바뀐 이유는 정확히 알 수 없으나, 당시 무지한 행정서기가 쉬운 비(比)자를 골라 기록하였을 것으로 짐작된다.

## 개요
예전의 비래리는 응봉산 남쪽, 백두산 서쪽으로 골짜기를 따라 발달한 마을이었다. 이곳 주민들은 산아래 계곡을 끼고 비교적 잘 발달한 논밭을 경작하여 생활하였다. 옛날 비래리에는 비럭골·새터·댕이 등의 자연촌락이 있었다. 현재의 비래리는 1969년 경부고속도로의 개통과 대전의 급격한 시세의 확장으로 크게 변모하였다. 비래리는 경부고속도로의 개통으로 고속도로에 의하여 동서로 양분되었다. 경부고속도로 동쪽의 비래본동(원비래)은 개발제한구역으로 지정되어 옛날의 주변환경은 물론 500여년을 이어온 고성 이씨 동족부락도 잘 남아 있다. 그러나 경부고속도로 서쪽은 도시화되어 더 이상 옛날의 모습은 찾아볼 수 없다. 옛날의 신촌(새터)지역은 지금은 금성백조아파트가 들어서 있고, 댕이지역은 현대·삼호·삼익아파트 등이 들어서 있다. 기타 지역도 대전시의 급속한 팽창으로 지금은 도심과 연결된 주택가가 되어 있어 예전의 마을 모습은 완전히 자취를 감추었다.
2003년 1월 16일, 대전광역시 조례 제574호(2003년 1월 16일 공포)로 회덕2동을 송촌동과 비래동으로 분동하였다. 2005년 11월 1일에는 대덕구 조례 제662호,663호(2005년 9월 29일 공포)로 비래동 일부를 송촌동으로, 송촌동 일부를 비래동으로 편입하여 동 경계가 일부 조정되었다.

## 교육
- 대전비래초등학교